# Sticht

Locatie van het Sticht Utrecht

Een sticht of stift is een gebied waarover een abt, proost of een bisschop als heer/vorst wereldlijke zeggenschap had.
In Nederland wordt met Het Sticht doorgaans het Sticht Utrecht bedoeld, het gebied waarover de bisschoppen van Utrecht in de Middeleeuwen als prinsbisschoppen de landsheerlijkheid uitoefenden. Het Overijsselse, Drentse en Groningse deel werd vroeger vaak Oversticht genoemd, het Utrechtse deel Nedersticht. 
Andere belangrijke stichten in de Nederlanden waren het hoogstift prinsbisdom Luik, Stift Thorn, Stift Elten, Abdij van Munsterbilzen en het abdijvorstendom Stavelot-Malmedy, die vanuit het oogpunt van de Bourgondische en later de Spaanse landsheren hinderlijke enclaves in het gebied van de Zeventien Provinciën vormden. 